# Oton Gaspari
Oton Gaspari, slovenski arhitekt, * 6. december 1911, Ljubljana, ↑ 5. junij 1991, Ljubljana.
Gaspari je študiral arhitekturo na Tehniški fakulteti v Ljubljani in v razredu Jožeta Plečnika leta 1934 diplomiral. Največ njegovih arhitekturnih del je v Velenju, Trbovljah in Prištini. Med najbolj izstopajočimi stvaritvami so kulturni domovi, posebej izstopa velenjski in stavba nove pošte blizu železniške postaje v Ljubljani.